# جام جهانی فوتبال ۲۰۳۴
جام جهانی فوتبال ۲۰۳۴ بیست و پنجمین جام جهانی فوتبال است، یک تورنمنت چهارساله بین‌المللی فوتبال که توسط تیم‌های ملی مردان اتحادیه‌های عضو فیفا به رقابت می‌پردازند. در دسامبر ۲۰۲۴، پس از یک فرایند مناقصه بدون رقابت، عربستان سعودی رسماً به عنوان کشور میزبان توسط فیفا انتخاب شد. این سومین دوره از این تورنمنت به میزبانی یک کشور آسیایی پس از کره و ژاپن در سال ۲۰۰۲ و قطر در سال ۲۰۲۲ خواهد بود. عربستان سعودی سومین کشور عربی و دومین کشور میزبان از شبه‌جزیره عربستان به فاصله دوازده سال خواهد بود.
فیفا پس از تصمیم بحث‌برانگیز برای میزبانی جام جهانی ۲۰۳۰ در سه قاره (آفریقا، اروپا و آمریکای جنوبی) شرایط میزبانی را به آسیا یا اقیانوسیه محدود کرد. ناظران این موضوع را به‌عنوان هموار کردن مسیر برای عربستان سعودی برای میزبانی جام جهانی ۲۰۳۴ با کاهش قابل توجه پیشنهادهای میزبانی رقیب بالقوه توصیف کردند. جیانی اینفانتینو، رئیس فیفا، همچنین روابط قوی با سلمان بن ابراهیم آل خلیفه، رئیس کنفدراسیون فوتبال آسیا، که از پیشنهاد عربستان سعودی حمایت کرده است، دارد.

## انتخاب میزبان
روند مناقصه برای جام جهانی ۲۰۳۴ در ۴ اکتبر ۲۰۲۳ آغاز شد و قرار بود از همان شرایط جام جهانی ۲۰۳۰ استفاده کند. با توجه به سیاست چرخشی کنفدراسیون فیفا، تنها اتحادیه‌های عضو کنفدراسیون فوتبال آسیا و کنفدراسیون فوتبال اقیانوسیه واجد شرایط میزبانی هستند. فیفا تصمیم گرفته بود جام جهانی ۲۰۳۰ را در سه قاره (آفریقا، اروپا و آمریکای جنوبی) میزبانی کند و جام جهانی ۲۰۲۶ نیز در آمریکای شمالی برگزار شود که به این معنی بود که جام جهانی ۲۰۳۴ لزوماً باید در آسیا یا اقیانوسیه برگزار شود. ناظران این موضوع را به‌عنوان هموار کردن مسیر برای عربستان سعودی برای میزبانی جام جهانی ۲۰۳۴ با کاهش قابل توجه پیشنهادهای میزبانی احتمالی می‌دانستند.
آخرین مهلت دریافت سود تأیید شده از سوی انجمن‌های مناقصه گزار ۳۱ اکتبر، ۲۵ روز پس از اعلام شرایط مناقصه است.
در ۳۱ اکتبر ۲۰۲۳، جیانی اینفانتینو، رئیس فیفا اعلام کرد که عربستان سعودی میزبان جام جهانی ۲۰۳۴ خواهد بود و این سومین باری است که کنفدراسیون فوتبال آسیا پس از مسابقات سال ۲۰۰۲ در ژاپن و کره جنوبی و تورنمنت ۲۰۲۲ در قطر میزبان جام جهانی است، و برای دومین بار این تورنمنت در خاورمیانه برگزار می‌شود.

## مناقصه

### پیشنهاد تأیید شده

#### عربستان سعودی
پس از اینکه عربستان سعودی مناقصه ۲۰۳۰ خود را در کنار یونان و مصر کنار گذاشت، آنها تمرکز خود را به مناقصه انفرادی ۲۰۳۴ تغییر دادند. در صورت موفقیت‌آمیز بودن پیشنهاد، استراتژی‌های مشابه جام جهانی فوتبال ۲۰۲۲ قطر که در ماه‌های نوامبر-دسامبر برخلاف برنامه‌ریزی معمول تابستان برگزار شد، ممکن است برای کاهش گرمای تابستانی این کشور مورد استفاده قرار گیرد، هرچند فدراسیون فوتبال عربستان بر این موضوع تأکید کرده است. برنامه‌ریزی برای میزبانی در تابستان مناقصه این کشور در ۴ اکتبر ۲۰۲۳ اعلام شد. در ۵ اکتبر، شیخ سلمان بن ابراهیم آل خلیفه، رئیس کنفدراسیون فوتبال آسیا، از پیشنهاد عربستان سعودی حمایت کرد. در نهم اکتبر، عربستان سعودی اعلام کرد که قصد نامه رسمی را ارائه کرده است، و بیانیه‌ای را به فیفا امضا کرده است تا برای میزبانی جام جهانی فوتبال ۲۰۳۴ شرکت کند، و بیش از ۷۰ انجمن مختلف عضو قبلاً از این پیشنهاد حمایت کرده‌اند.

### پیشنهادها رد شده
- ASEAN[۱۰]
- استرالیا،  نیوزلند،[۱۱][۱۲][۱۳]  مالزی،  سنگاپور[۱۴]
- چین[۱۵][۱۶]
- قزاقستان،  قرقیزستان،  ازبکستان[۱۷]

#### اتحادیه کشورهای جنوب شرقی آسیا (آسه‌آن)
اولین پیشنهاد برای جام جهانی فوتبال ۲۰۳۴ به عنوان یک پیشنهاد جمعی توسط اعضای انجمن کشورهای جنوب شرقی آسیا (ده کشور: برونئی، کامبوج ،اندونزی، لائوس، مالزی، میانمار، فیلیپین، سنگاپور ، تایلند، ویتنام) پیشنهاد شده است. ایده پیشنهاد ترکیبی آسه‌آن در ژانویه ۲۰۱۱ مطرح شد، زمانی که زین‌الدین نوردین، رئیس سابق اتحادیه فوتبال سنگاپور در بیانیه‌ای گفت که این پیشنهاد در نشست وزرای خارجه آسه‌آن ارائه شده است، علیرغم اینکه کشورها نمی‌تواند مناقصه بدهد (زیرا این به انجمن‌های ملی بستگی دارد). در سال ۲۰۱۳، داتوک محمد فیصل حسن، رئیس المپیک ویژه مالزی و نوردین، ایده آسه‌آن برای میزبانی مشترک جام جهانی را یادآور شد. طبق قوانین فیفا از سال ۲۰۱۷، جام جهانی ۲۰۳۰ نمی‌تواند در آسیا (AFC) برگزار شود، زیرا اعضای کنفدراسیون فوتبال آسیا پس از انتخاب قطر در سال ۲۰۲۲ از مناقصه حذف شده‌اند. بنابراین، اولین پیشنهاد توسط یک عضو ای‌اف‌سی می‌تواند برای سال ۲۰۳۴ باشد.
بعداً مالزی از مشارکت خارج شد، اما سنگاپور و سایر کشورهای آسه‌آن به کمپین ارائه پیشنهاد مشترک برای جام جهانی ۲۰۳۴ ادامه دادند. در فوریه ۲۰۱۷، آسه آن در جریان سفر جیانی اینفانتینو، رئیس فیفا به یانگون، میانمار، مذاکراتی را دربارهٔ راه‌اندازی یک پیشنهاد مشترک انجام داد. در ۱ ژوئیه ۲۰۱۷، جوکو دریونو، نایب رئیس اتحادیه فوتبال اندونزی، گفت که اندونزی و تایلند قرار است رهبری کنسرسیومی از کشورهای جنوب شرق آسیا را در این مناقصه بر عهده بگیرند. دریونو افزود که با توجه به ملاحظات جغرافیایی و زیرساختی و فرمت گسترده (۴۸ تیم)، حداقل دو یا سه کشور آسه آن در مجموع در موقعیت لازم برای میزبانی مسابقات خواهند بود.
در سپتامبر ۲۰۱۷، بنجامین تان، معاون مدیرعامل لیگ ۱ تایلند، در جلسه شورای فدراسیون فوتبال آسه‌آن (AFF) تأیید کرد که اتحادیه او «منافع خود را برای پیشنهاد و میزبانی مشترک» جام جهانی ۲۰۳۴ با اندونزی در نظر گرفته است. در همین مناسبت، داتو سری عزالدین احمد، دبیرکل فدراسیون فوتبال، تأیید کرد که اندونزی و تایلند یک پیشنهاد مشترک ارائه خواهند کرد. اندونزی اولین تیم آسیایی و تنها کشور آسیای جنوب شرقی بود که در جام‌جهانی شرکت کرد، زمانی که این سرزمین به هند شرقی هلند معروف بود.
با این حال، در ژوئن ۲۰۱۸، یانگ دی‌پرتوان آگونگ، عضو کمیته اجرایی فیفا و سلطان پاهانگ، عبدالله پاهانگ که همچنین رئیس سابق فدراسیون فوتبال مالزی (FAM) است، ابراز علاقه کردند که به دو کشور برای میزبانی این مسابقات بپیوندند. جام‌جهانی با هم در همان سال، ویتنام برای پیوستن به مناقصه برای همان رقابت، با وجود برخی نگرانی‌های زیرساختی، ابراز علاقه کرد. این چهار کشور پیش از این در طول جام ملت‌های آسیا ۲۰۰۷ میزبان یک رویداد فوتبال بوده‌اند.
در ژوئن ۲۰۱۹، نخست‌وزیر تایلند، پرایوت چان او-چا، اعلام کرد که تمام ۱۰ کشور آسه‌آن یک مناقصه مشترک برای میزبانی جام جهانی فوتبال ۲۰۳۴ ارائه خواهند کرد، اولین کشوری است که پیشنهاد ده کشور مشترک در تاریخ جام جهانی فوتبال را ارائه می‌دهد.
در ۹ اکتبر ۲۰۱۹، پنج کشور آسه‌آن به‌طور رسمی میزبانی جام جهانی فوتبال ۲۰۳۴ را پیشنهاد کردند. تایلند ابتکار عمل را رهبری می‌کند.
در ۱۵ ژوئن ۲۰۲۲، هون سن، نخست‌وزیر کامبوج، در نقش خود به عنوان رئیس آسه‌آن، گفت که از رهبران آسیای جنوب شرقی می‌خواهد تا برای میزبانی جام جهانی فوتبال در سال ۲۰۳۴ یا ۲۰۳۸ اقدام کنند.

#### استرالیا و سایر میزبانان
استرالیا پس از ناموفق میزبانی جام جهانی فوتبال ۲۰۲۲، پیشنهاد مشترکی را با نیوزلند همسایه خود، یکی از اعضای اواف‌سی که با آنها میزبانی جام جهانی فوتبال زنان ۲۰۲۳ را بر عهده داشتند، در نظر گرفته است. استرالیا این قصد را در اوت ۲۰۲۱، مدت کوتاهی پس از موفقیت بریزبن در مناقصه میزبانی بازی‌های المپیک تابستانی ۲۰۳۲، دوباره برقرار کرد. پیشنهاد مشترک با اندونزی و سایر کشورهای آسه آن به جای نیوزلند نیز توسط فوتبال استرالیا مورد بحث قرار گرفت. با این حال، اندونزی تمایلی به پیشنهاد مشترک با استرالیا ندارد، زیرا این کشور نیز در مناقصه آسه آن برای همین رقابت شرکت می‌کند. یک پیشنهاد جایگزین این است که استرالیا و نیوزیلند به جای اندونزی در کنار مالزی و سنگاپور شریک شوند، حتی اگر هر دو کشور نیز در مناقصه آسه‌آن مشارکت داشته باشند.
مدیر اجرایی فوتبال استرالیا، جیمز جانسون، گفت که سازمان او در حال بررسی این امکان است که پس از پایان مهلت فیفا برای ارائه پیشنهادها تا ۳۱ اکتبر ۲۰۲۳، با این حال، یک چالش بزرگ برای این مناقصه نیاز به ساخت استادیوم‌های بیشتر یا گسترش استادیوم‌های فعلی مطابق با استانداردهای فیفا بوده است. اندونزی در حال مذاکره با استرالیا، سنگاپور و مالزی با پیشنهاد مشترک بود، اگرچه آنها در ۱۸ اکتبر از پیشنهاد عربستان خارج شدند و در عوض مانند بسیاری از ای‌اف‌سی از پیشنهاد عربستان حمایت کردند.
در ۳۱ اکتبر، فوتبال استرالیا بیانیه‌ای منتشر کرد و گفت که آنها تصمیم گرفته‌اند مناقصه را ندهند و عربستان سعودی را به عنوان تنها پیشنهاد باقی بگذارند.

## کشورهای راه یافته

تیم‌های صعود کرده
تیم‌هایی که هنوز حضورشان قطعی نشده
تیم‌های حذف شده
تیم‌های انصراف داده یا حذف شده
تیم‌هایی که عضو فیفا نیستند

| تیم           | کنفدراسیون | شیوه راه یابی | تاریخ راه یابی | سابقه شرکت در مسابقات            | بهترین نتیجه در دوره های گذشته | منابع  |
| ------------- | ---------- | ------------- | -------------- | -------------------------------- | ------------------------------ | ------ |
| عربستان سعودی | ای اف سی   | میزبان        | ۱۲ دسامبر ۲۰۲۴ | ۵ (۱۹۹۴، ۱۹۹۸، ۲۰۰۲، ۲۰۰۶، ۲۰۱۸) | یک‌هشتم نهایی (۱۹۹۴)            | [ ۴۴ ] |

## ورزشگاه
| شهر  | ورزشگاه                                | ظرفیت  |
| ---- | -------------------------------------- | ------ |
| آبها | ورزشگاه دانشگاه ملک خالد (جدید)        | ۴۵٬۴۲۸ |
| جده  | شهر ورزشی ملک عبدالله                  | ۵۸٬۴۳۲ |
| جده  | ورزشگاه ساحلی قیدیا (جدید)             | ۴۶٬۰۹۶ |
| جده  | ورزشگاه توسعه مرکزی جده (جدید)         | ۴۵٬۷۹۴ |
| جده  | ورزشگاه شهر اقتصادی ملک عبدالله (جدید) | ۴۵٬۷۰۰ |
| خبر  | ورزشگاه آرامکو (جدید)                  | ۴۶٬۰۹۶ |
| نیوم | ورزشگاه نیوم (جدید)                    | ۴۶٬۰۱۰ |
| ریاض | ورزشگاه بین‌المللی ملک سلمان (جدید)     | ۹۲٬۰۰۰ |
| ریاض | ورزشگاه ملک فهد                        | ۷۰٬۰۰۰ |
| ریاض | ورزشگاه جنوب ریاض (جدید)               | ۴۷٬۰۶۰ |
| ریاض | ورزشگاه شاهزاده محمد بن سلمان (جدید)   | ۴۶٬۹۷۹ |
| ریاض | ورزشگاه امیر فیصل بن فهد               | ۴۶٬۸۶۵ |
| ریاض | ورزشگاه دانشگاه ملک سعود               | ۴۶٬۳۱۹ |
| ریاض | ورزشگاه مرابا (جدید)                   | ۴۶٬۰۱۰ |
| ریاض | ورزشگاه روشن (جدید)                    | ۴۶٬۰۰۰ |